# Campeonato Paranaense 1915
In 1915 werd het eerste Campeonato Paranaense gespeeld voor voetbalclubs uit de Braziliaanse staat Paraná. De competitie werd gespeeld van 23 mei tot 17 november. Internacional werd kampioen.

## Eerste fase
| Plaats | Club             | Wed. | W  | G | V | Saldo | Ptn. |
| ------ | ---------------- | ---- | -- | - | - | ----- | ---- |
| 1.     | International FC | 10   | 10 | 0 | 0 | 27:3  | 20   |
| 2.     | Paraná           | 10   | 6  | 1 | 3 | 16:7  | 13   |
| 3.     | América          | 10   | 4  | 1 | 5 | 16:13 | 9    |
| 4.     | Coritiba         | 10   | 3  | 3 | 4 | 14:12 | 9    |
| 5.     | Paranaguá        | 10   | 2  | 1 | 7 | 9:39  | 5    |
| 6.     | Rio Branco       | 10   | 1  | 2 | 7 | 8:16  | 4    |

|  | Kampioen |

## Kampioen
| Campeonato Paranaense de 1915    |
| Paraná                           |
| -------------------------------- |
| INTERNACONAL Kampioen (1° titel) |